# Little Sister's Book and Art Emporium
Little Sister's Book and Art Emporium, también conocida como Little Sister's Bookstore, pero habitualmente llamada «Little Sister's», es una librería independiente en Davie Village / West End de  Vancouver, en la Columbia Británica (Canadá), dedicada principalmente al público LGBT. La librería se abrió en 1983.
La librería ha aparecido en la película Better than chocolate, como parte de la trama. También se ha realizado un documental sobre la librería, titulado Little Sister's vs. Big Brother (2002).

## Little Sisters Book and Art Emporium contra Canadá (Ministro de Justicia)
La librería es conocida sobre todo por el caso «Little Sisters Book and Art Emporium contra Canadá (Ministro de Justicia» de la Corte Suprema de Canadá. La librería importa la mayoría de su género de los Estados Unidos, lo que causaba frecuentes problemas en la frontera, cuando se rechazaba la entrada en el país del material porque se clasificaba como «obsceno». La librería llevó a los tribunales la sección de la ley de aduanas que prohibía la importación de material obsceno, así como la sección de la ley que pone el peso de la prueba para demostrar que el género no es obsceno sobre el importador.
En el juicio, la corte consideró que el servicio de aduanas se había cebado en los envíos de la librería y trataba de evitar su entrada en el país. En consecuencia, el gobierno fue considerado culpable de violar la sección dos de la Carta Canadiense de los Derechos y las Libertades, pero se justificaba la violación bajo la sección uno.
En una decisión 6 a 3, en 2000, la Corte Suprema mantuvo la decisión de juez y consideró que, aunque la ley violase la sección dos, se justificaba bajo la sección uno, de forma que la ley de aduanas se mantuvo. Sin embargo, consideraron que la forma en la que se aplicaba la ley por parte del servicio de aduanas era discriminatorio y debía ser corregido, una opinión que sugirieron ayudaría a la librería en ulteriores batallas legales. También consideraron inconstitucional la parte de la ley que obligaba al importador a demostrar que el material no era «obsceno».